# Miss Universe 1952
Miss Universe 1952 – pierwszy konkurs piękności Miss Universe, który odbył się 28 czerwca 1952 w Long Beach Convention and Entertainment Center w Long Beach, Stany Zjednoczone. Pierwszą Miss Universe w historii została reprezentantka Finlandii Armi Kuusela.

## Rezultaty
| Tytuł              | Laureautka |
| ------------------ | --- |
| Miss Universe 1952 | Finlandia – Armi Kuusela |
| I Wicemiss         | Hawaje – Elza Edsman |
| II Wicemiss        | Grecja – Ntaizy Mavraki |
| III Wicemiss       | Hongkong – Judy Dan |
| IV Wicemiss        | RFN – Renate Hoy |
| Top 10             | Meksyk – Olga Llorens · Południowa Afryka – Catherine Higgins · Szwecja – Anne Marie Thistler · Urugwaj – Gladys Rubio Fajardo · Stany Zjednoczone – Jackie Loughery |

## Nagrody specjalne
| Tytuł              | Laureautka                                       |
| ------------------ | ------------------------------------------------ |
| Miss Koleżeńskości | Belgia – Myriam Lynn · Montana – Valerie Johnson |

## Uczestniczki
- Alaska – Shirley Burnett
- Australia – Leah MacCartney

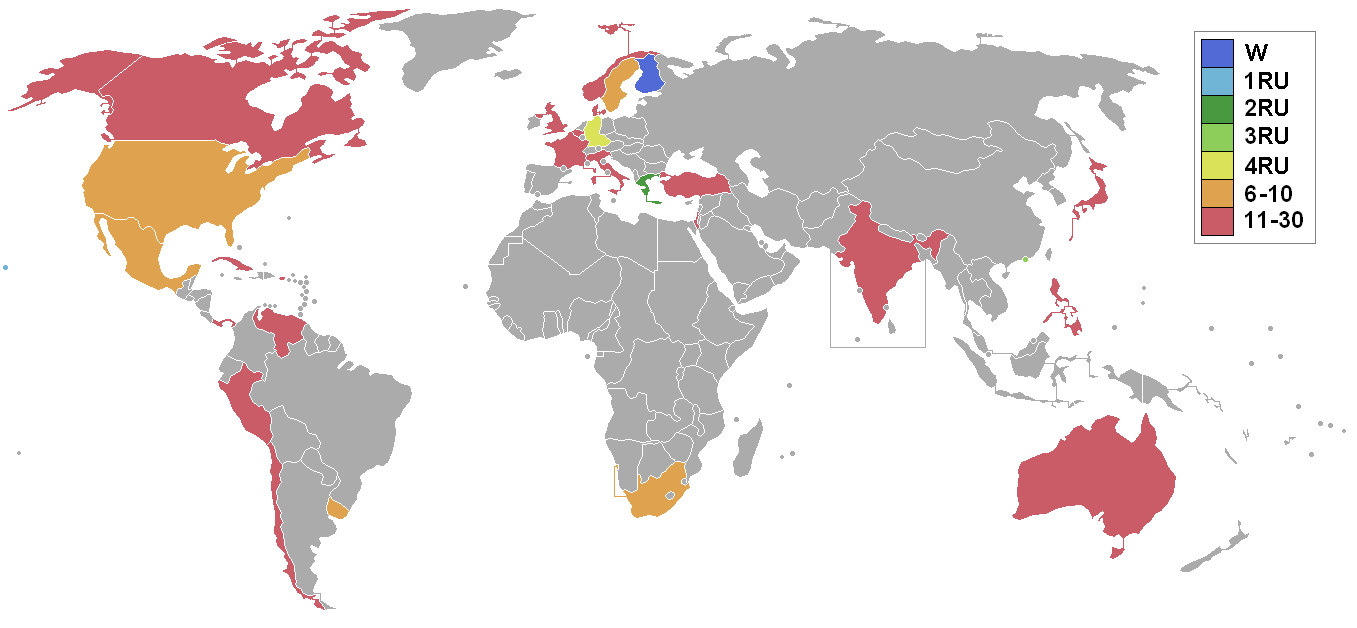
Mapa państw, które wystawiły swoje reprezentantki do konkursu Miss Universe 1952. Oznaczenia państw, z których pochodziły dane reprezentantki konkursu:
w linii=tak Zwyciężczyni
w linii=tak 1. Wicemiss
w linii=tak 2. Wicemiss
w linii=tak 3. Wicemiss
w linii=tak 4. Wicemiss
w linii=tak Miejsca 6–10
w linii=tak Miejsca 11–30

- Belgia – Myriam Lynn (Marianne Mullender)
- Kanada – Ruth Carrier
- Chile – María Esther Saavedra Yoacham
- Kuba – Gladys López
- Dania – Hanne Sørensen
- Finlandia – Armi Helena Kuusela
- Francja – Claude Goddart
- RFN – Renate Hoy
- Wielka Brytania – Aileen P. Chase
- Grecja – Ntaizy (Daisy) Mavraki
- Hawaje – Elza Kananionapua Edsman
- Hongkong – Judy Dan
- Indie – Indrani Rahman
- Izrael – Ora Vered
- Włochy – Giovanna Mazzotti
- Japonia – Himeko Kojima
- Meksyk – Olga Llorens Pérez-Castillo
- Norwegia – Eva Røine
- Panama – Elzibir Gisela Malek
- Peru – Ada Gabriela Bueno
- Filipiny – Teresita Torralba Sanchez
- Portoryko – Marilia Levy Bernal
- Południowa Afryka – Catherine Edwina Higgins
- Szwecja – Anne Marie Thistler
- Turcja – Gelengul Tayforoglu
- Urugwaj – Gladys Rubio Fajardo
- Stany Zjednoczone – Jacqueleen „Jackie” Loughery
- Wenezuela – Sofía Silva Inserri

## Jury konkursu
| Członek jury | Członek jury      | Narodowość        | Funkcja                                 |
| ------------ | ----------------- | ----------------- | --------------------------------------- |
|              | Milo Anderson     | Stany Zjednoczone | Kostiumograf                            |
|              | Arlene Dahl       | Stany Zjednoczone | Aktorka                                 |
|              | Constance Moore   | Stany Zjednoczone | Aktorka i piosenkarka                   |
|              | Gilbert Roland    | Stany Zjednoczone | Aktor                                   |
|              | Tom Kelley        | Stany Zjednoczone | Fotograf                                |
|              | Yucca Salamunich  | Jugosławia        | Rzeźbiarz                               |
|              | Samuel Heavenrich | Stany Zjednoczone | Producent muzyczny                      |
|              | Robert Palmer     | Stany Zjednoczone | Dyrektor castingu w Universal Studios   |
|              | Robert Goldstein  | Stany Zjednoczone | Dyrektor wykonawczy Universal Studios   |
|              | Vicent Trotta     | Włochy            | Dyrektor artystyczny Paramount Pictures |